# 98 Ianthe
Ianthe /aɪˈænθiː/ (định danh hành tinh vi hình: 98 Ianthe) là một tiểu hành tinh lớn ở vành đai chính, được đặt tên cho ba nhân vật trong thần thoại Hy Lạp. Nó rất tối và được cấu tạo từ các muối cacbonat. Nó được Christian Heinrich Friedrich Peters phát hiện ngày 18 tháng 4 năm 1868 từ Clinton, New York, Hoa Kỳ, và là một trong nhiều tiểu hành tinh do ông phát hiện trong thế kỷ 19.